# Stambach
Ne doit pas être confondu avec Stammbach.
Stambach est une ancienne commune autrichienne du district de Hartberg en Styrie.